# Björn von Sydow

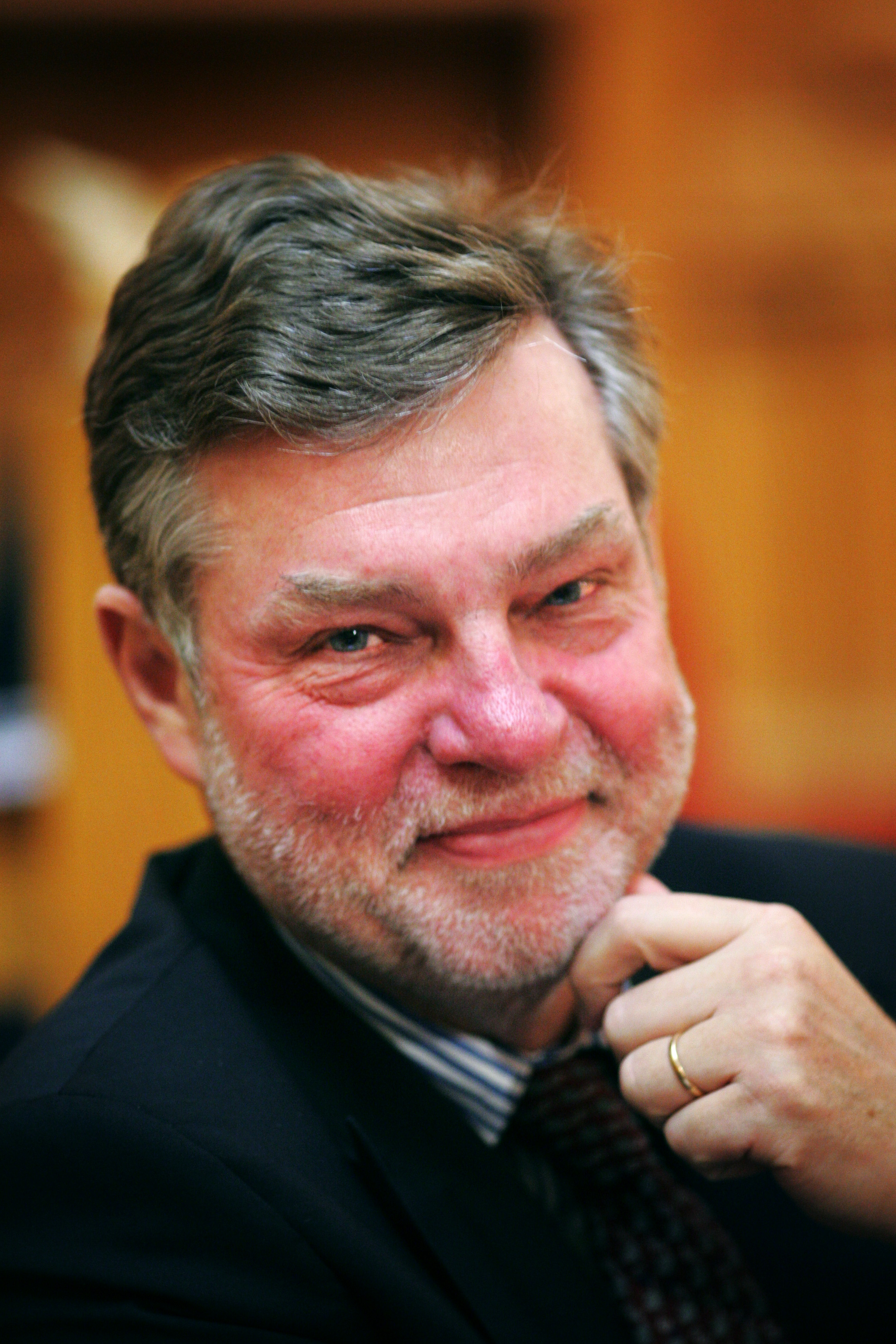
Björn von Sydow (2004)

Björn Gustaf von Sydow (Aussprache [ˌbʝœːɳ fɔnˈsyːdɔv], * 26. November 1945 in Solna) ist ein schwedischer sozialdemokratischer Politiker. Von 1997 bis 2002 war er schwedischer Verteidigungsminister. Er ist Mitglied des schwedischen Reichstags und war von 2002 bis 2006 dessen Präsident.
Er gehört nicht dem schwedischen Adel an, weil er den Namen seiner Mutter Tullia von Sydow und nicht den seines Vaters führt. Mit seiner Frau Madeleine hat er vier Kinder.